# Иван Ивачковић
Иван Ивачковић (1964.) српски је новинар и музички критичар. Објавио је седам публицистичких књига: Панонски адмирал, Како смо пропевали, Уметност побуне, Писма из Тајног града, Између крајности, Обе стране јастука, Признања поп певачице и The Rolling Stones: Уметност побуне и Прича о Бајаги и инструкторима. Такође, аутор је романа Безверје и песничке збирке Црвена мапа. За књигу Како смо пропевали добио је награду „Десимир Тошић“.